# Jugendsonntag
Der Jugendsonntag ist ein Sonntag, an dem verschiedene christliche Jugendorganisationen eine besondere, jugendgemäße Gestaltung des Gottesdienstes und eventuell darüber hinausgehende Jugendaktionen propagieren. Er geht zurück auf die Tradition der „Bekenntnissonntage“ katholischer Jugend.

## Vorgeschichte
Seit den 1920er-Jahren wurde ein Bekenntnistag der Katholischen Jugend am Dreifaltigkeitssonntag, dem Sonntag nach Pfingsten, gefeiert. Als die Nationalsozialisten diesen Sonntag mit dem Reichssportfest belegten, wurde das Treuebekenntnis der Jugend auf den Christkönigssonntag verschoben, eingeführt von Papst Pius XI. im Jahr 1925, damals am letzten Sonntag im Oktober. Die Katholische Jugend wollte damit einen Kontrapunkt zum Führerkult setzen, indem sie den Christkönigsonntag mit einer neuen Bedeutung belegte: Alleiniger König der christlichen Jugend ist Christus.
Der Bekenntnissonntag wurde mit Prozessionen und Fackelzügen begangen.

## Jugendsonntage heute

### Österreich
Diözese Linz
In der Diözese Linz wird der Jugendsonntag auch heute noch in vielen Pfarren gefeiert. Jedes Jahr erarbeitet ein anderes Team aus Oberösterreich einen Gottesdienstvorschlag von und für Jugendliche der von der Katholischen Jugend OÖ gemeinsam mit weiteren Materialien zum Thema veröffentlicht wird.
Die Themen:
- 2023: Damma wos - Tue Gutes aus einem Guten Grund
- 2022: Sind wir noch zu retten?
- 2021: Echt oder Fake – Glaubst du alles oder fragst du nach?
- 2020: Stress, lass nach
- 2019: #nofilterneeded - Du bist unvergleichlich
- 2018:  Follow me... - Und wem folgst du?
- 2017:  In your Faith
- 2016: Gönn dir - Barmherzigkeit
- 2015: Next stop Reich Gottes
- 2014: Wir FAIRdrehen die Welt
- 2013: secret chord - Bring deine Seiten zum Klingen
- 2012: Gott hört auf ... - Hör auf Gott
- 2011: Nicht nur Ja und Amen
- 2010: Traust di nie – Eintreten für mehr Zivilcourage
- 2009: Friede braucht Zutaten
- 2008: Sei ned zwida, lach moi wieda
- 2007: bet’ & g’win (in Anspielung auf betandwin)
- 2005: Hitradio Gott – finde deine Frequenz! Stell dich ein!
- 2004: SEHTEST – schaust du noch oder blickst du schon?
- 2003: Heaven on earth
- 2002: Zivilcourage
- 2001: Ich lebe auf dem Mond, und du?
- 1999: I hob do goar nix g´mocht

### Deutschland
Erzbistum Bamberg
Der BDKJ-Diözesanverband hat aus Anlass des 1000-jährigen Jubiläums des Bistums Bamberg im Jahr 2007 beschlossen, dass der Jugendsonntag wieder jährlich gefeiert werden soll. Seit dem Jahr 2013 findet er am 17. Sonntag im Jahreskreis statt.
- 2018 Friede – geschenkt, geteilt – gestaltet.
- 2017 verstanden. – Miteinander in Dialog treten (30. Juli 2017)
- 2016 Alles wieder klar?! - Barmherzig wie der Vater (24. Juli 2016)
- 2015 Heimat – Heimatlos
- 2014 Voll un(d) fair
- 2013 Was zählt? Mehr Wert?
- 2012 Dem Himmel entgegen
- 2011 Du bist Mensch. Respekt!
- 2010 Hoffentlich
- 2009 Wen suchst Du?
- 2008 Du bist Kirche
- 2007 Unter einem guten Stern

Erzbistum Freiburg
im November
- 2011 FreiwillICH
- 2010 Zeig Profil – It´s your Space
- 2009 Sprungbrett ins Leben – Voll eintauchen
- 2008 Worldwatchers – Dein Augenblick auf die Welt!
- 2007 Jeden Tag eine Gute Tat!
- 2006 Wenn’s funkt!
- 2005 Frischluft
- 2004 Gäste sind ein Segen – auf dem Weg zum Weltjugendtag
- 2003 Ich bin so frei!
- 2001 Prost Mahlzeit

Diözese Rottenburg-Stuttgart am Christkönigsonntag,
jährlich seit der Wiedereinführung 2000
- 2018 hören(s)wert
- 2017 Zweifellos: Ich bin nicht allein!
- 2016 Einfach mal Ja!
- 2015 Nicht von dieser Welt
- 2014 Ohne Worte
- 2013 Am Ende...?
- 2012 Mehr als ein Traum!
- 2011 Der unentdeckte König
- 2010 ENT-TÄUSCHUNG
- 2009 Gegenfrage
- 2008 Dich schickt der Himmel
- 2007 Auf Sendung sein!

Ev. Landeskirche Hannover
am 18. Sonntag nach Trinitatis
Nordelbische Evangelisch-Lutherische Kirche (Koppelsberg)
- 2005 übers wasser ...gehen
- 2004 Visionen
- 2003 alles so schön bunt hier
- 2002 the winner takes it all
- 2001 gänsehaut – wenn mit heilig wird
- 2000 du bist unmöglich
- 1999 sage nicht: ich bin zu jung